# Pont-à-Marcq
Pont-à-Marcq település Franciaországban, Nord megyében. Lakosainak száma 3054 fő (2022. január 1.). Pont-à-Marcq Ennevelin, Avelin és Mérignies községekkel határos.

## Népesség
A település népességének változása:
| Lakosok száma | 2774 | 2858 | 2991 | 2884 | 2899 | 2911 | 2924 | 2883 | 3054 |
|               | 2013 | 2015 | 2016 | 2017 | 2018 | 2019 | 2020 | 2021 | 2022 |